# Амала

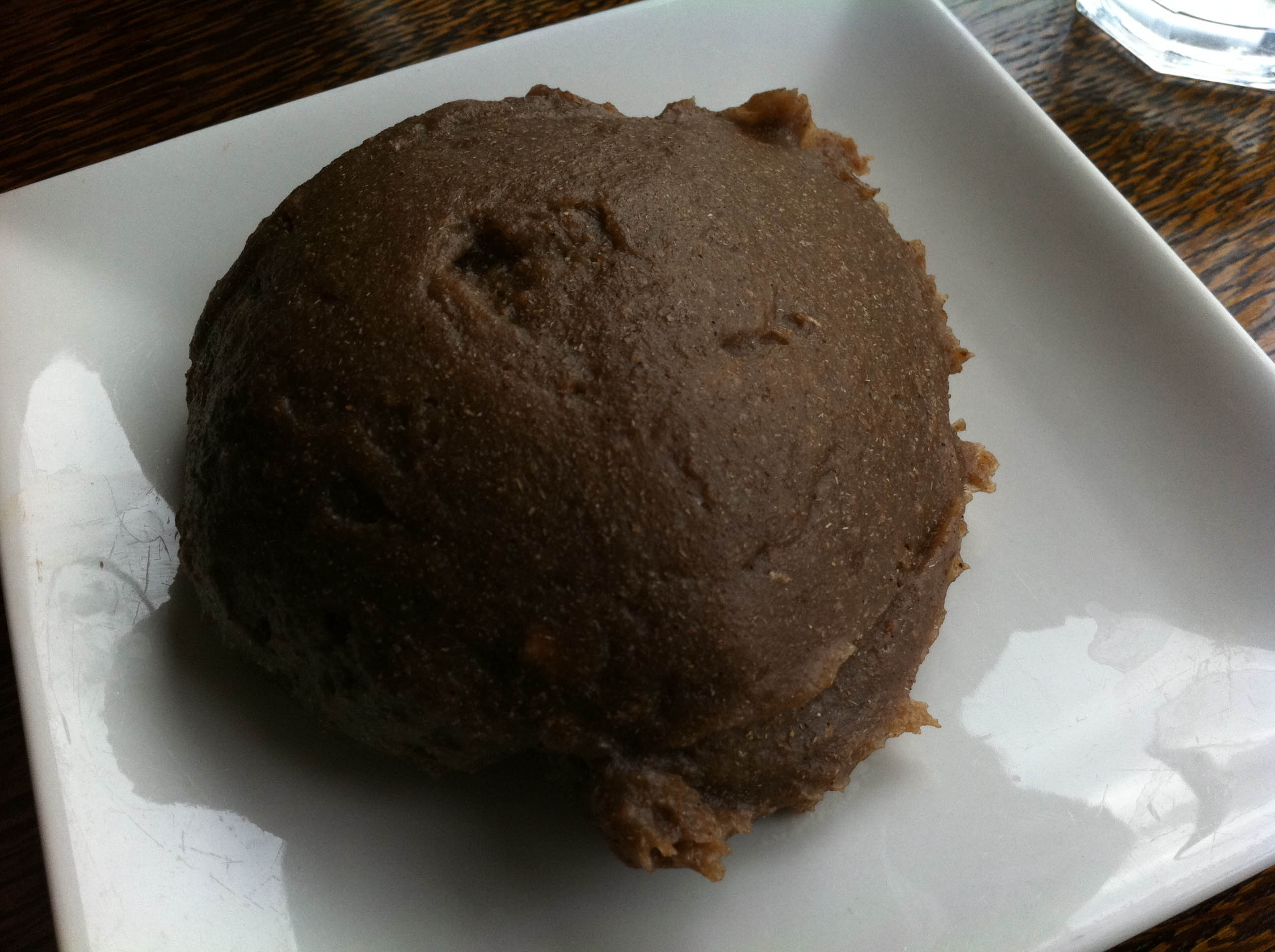
Амала

Амала (Àmàlà) — місцева корінна їжа йоруба, яка походить від етнічної групи йоруба на південному заході Нігерії.  Його виготовляють із ямсу та/або борошна маніоки, або борошна плантану.  Бульби ямсу очищають від шкірки, нарізають скибочками, очищають, сушать, а потім змішують у борошно, його також називають èlùbọ́ .  Ямс має білий колір, але під час сушіння стає коричневим, що надає амала її колір.   Це популярний гарнір до джуту та gbẹ̀gìrì (супу з чорноокої квасолі), але його також подають із різними іншими юшками (супами) з овочів, бамії чи Irvingia gabonensis.   

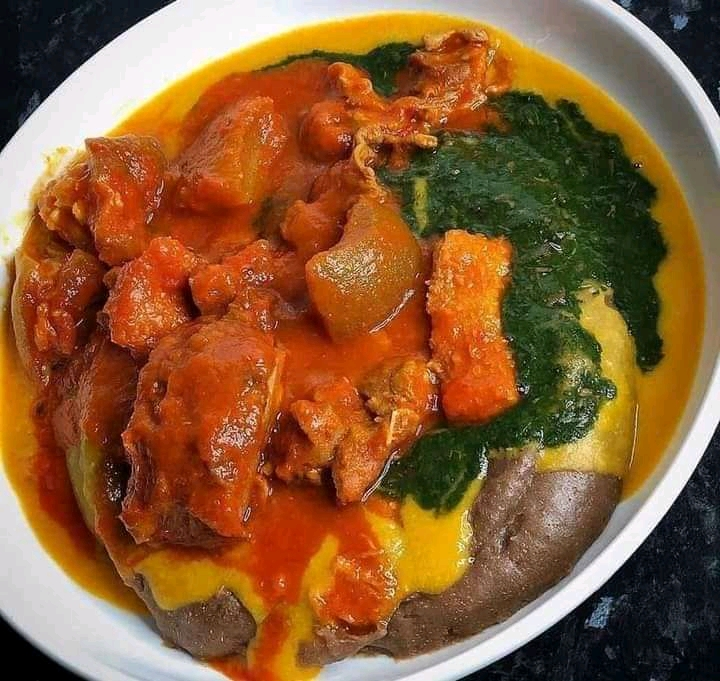
Амала та з Гбегірі з супом Еведу

## Типи
Існує три види àmàlà: àmàlà isu, àmàlà láfún і "amala ogede". 

### Ямсовеборошно (àmàlà isu)
Це найпоширеніший тип àmàlà, який отримують із ямсу. Особливо найкращим видом ямсу для приготування àmàlà є Dioscorea cayenensis (Ikoro)  через високий вміст крохмалю. Ямс, загальна назва для видів роду Dioscorea, росте в Африці, Азії, Карибському басейні, Океанії та Латинській Америці.   Однак 95% його культивують і збирають у Західній Африці. Ямс переробляють  на ямсове борошно, шляхом сушіння. Борошно можна розвести гарячою водою для утворенням пасти під назвою "коконте" в Гані та Того та «Амала» в Нігерії.   Àmàlà isu виготовляється з висушеного ямсу. Це надає йому чорний/коричневий колір при додаванні в окріп.   Амала багата вуглеводами через те, що ямс є важливим джерелом вуглеводів для багатьох жителів регіону на південь від Сахари, особливо в зоні ямсу в Західній Африці.   

### Борошно зманіоки( àmàlà láfún)
Другий тип — àmàlà láfún, виготовлений із борошна маніоки.  Висушене борошно з маніоки відоме як «лафун» у Нігерії та «конконте» в Гані.   

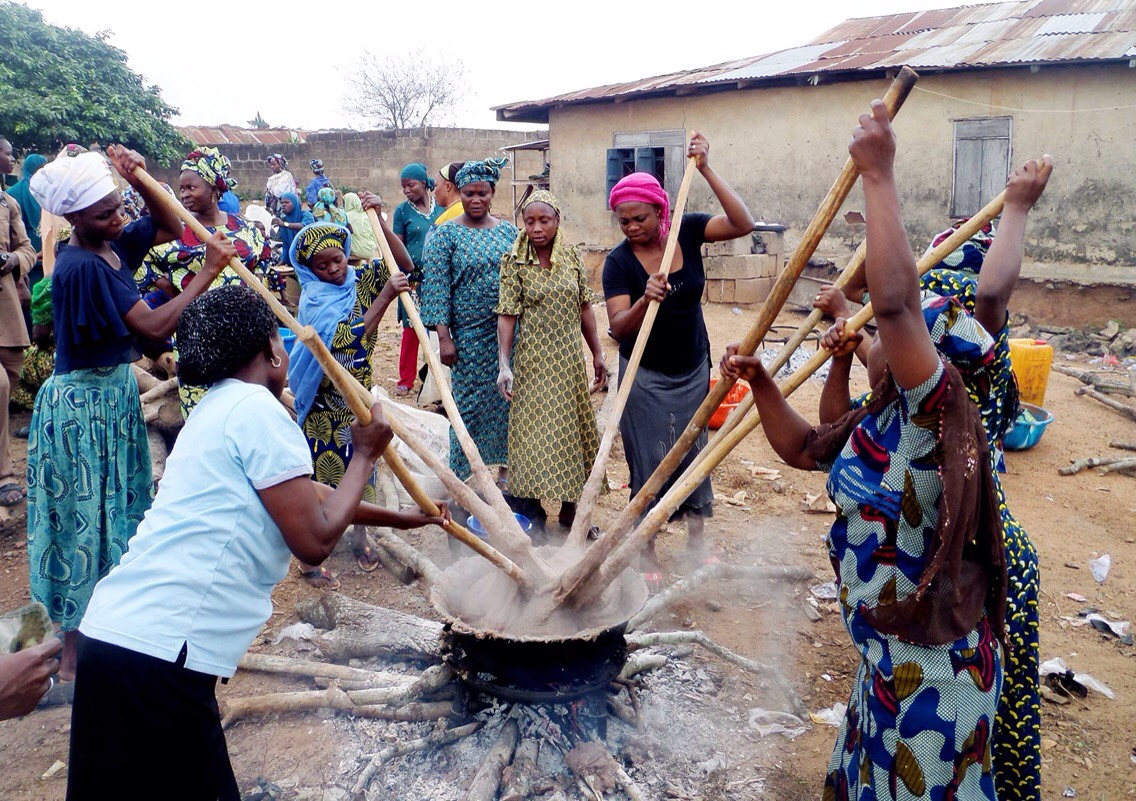
Група жінок, що місять амалу

Маніока — чагарник сімейства Молочайні (Euphorbiaceae). Маніок і ямс є найважливішим джерелом харчових вуглеводів у Нігерії. Нігерія є найбільшим у світі виробником маніоки. Борошно маніоки, якщо його використовувати як сухий порошок, робить àmàlà láfún. Ферментований і листковий, він називається гаррі, ще одна поширена страва, яку найчастіше їдять члени племені іджебу.  

### Борошно зплантану(Amala ogede)
Ще один тип амали — елубо огеде (зазвичай світлішого кольору). Низький рівень вуглеводів у борошні плантану робить його хорошою дієтою для людей з діагнозом діабет та інших, які потребують їжі з низьким вмістом вуглеводів. Незрілий подорожник очищають від шкірки, сушать і натирають у киплячу воду, щоб отримати світло-коричневий колір під час варіння.  